# Надновий заповіт
«Надновий заповіт» (фр. «Le Tout Nouveau Testament») — бельгійсько-французько-люксембурзька кінокомедія, знята режисером Жако ван Дормелем. Світова прем'єра стрічки відбулась 17 травня 2015 року в «Двотижневику режисерів» на Каннському кінофестивалі. Фільм був висунутий Бельгією на премію «Оскар» 2016 року у номінації «Найкращий фільм іноземною мовою», а також отримав нагороди у 4-х категоріях на 6-й церемонії нагородження бельгійської національної кінопремії «Магрітт», зокрема за найкращий фільм та найкращу режисерську роботу Жако ван Дормеля.

## Сюжет
Більшу частину історії розповідає дочка Божа. Бог створив Брюссель і почав жити там зі своєю дружиною та дочкою. Там він створив усілякі живі істоти та людину. Коли було достатньо людей, Бог почав їх бити. Він контролював світ, створений через його комп'ютер, і без нього він не володів спец. Його син, дочка та дружина мали спецназ, але в невеликій мірі. Одного разу Бог покарав його дочку, і вона втекла з дому через пральну машину людям, раніше пославши дати їх смерті всім людям, щоб помститися батькові. Вона йде шукати 6 апостолів, щоб разом з апостолами брата це вийшло 18 (як у бейсболі), оскільки це улюблена кількість її матері. Вона приймає першу бездомну людину, щоб написати Євангеліє. Бог йде за нею і намагається повернутися додому, щоб виправити з нею комп'ютер. Дочка Божа знаходить 6 своїх апостолів і пише своє Євангеліє. Останній апостол залишається жити кілька днів, і вони разом з апостолами йдуть до моря. Багато інших людей приїхали туди, які також хочуть померти біля моря. У той час Бог регулярно дотримується законів мирського сміття, в результаті вони навіть збираються депортувати його до Узбекистану. Але літак, в якому він депортований, терпить катастрофу і майже падає на пляж з дочкою Божою та апостолами. У цей час його дружина йде в його кабінет і випадково перезавантажує комп'ютер. Потім вона виправляє закони світу по -своєму, літак з Богом досягає Узбекистану, а старі дати смерті скасовуються. Світ змінюється, і Бог залишається в Узбекистані, щоб працювати на фабриці на зборах пральних машин і шукати можливість повернутися, дивлячись на пральні барабани.

## У ролях
- Бенуа Пульворд — Бог
- Йоланда Моро — дружина Бога
- Катрін Денев — Мартіна
- Пілі Груан — Еа, дочка Бога
- Лаура Верлінден — Аурель
- Йохан Лейсен — роль другого плану
- Франсуа Дам'єн — Франсуа
- Анна Тента — Ксенія
- Вівіан де Мюйнк — роль другого плану
- Серж Ларів'єр — Марк
- Йохан Гельденберг — священик
- Марко Лоренціні — Віктор
- Давид Мурджа — Ісус Христос
- Роман Желен — Віллі
- Дідьє де Нек — Жан Клод
- Домінік Абель — Адам
- Олів'є Бісбак — епізод
- Люк Шильц — епізод
- Гаель Гілліс — епізод

## Знімальна група
- Режисер — Жако ван Дормель
- Сценаристи — Жако ван Дормель, Томас Гунціг
- Оператор — Крістоф Бокарн
- Продюсери — Жако ван Дормель, Даніель Марке, Олів'є Росен, Френк Ван Пассель
- Композитор — Ан П'єрлє
- Монтаж — Ерве де Люз

## Нагороди і номінації
| Нагороди та номінації фільму «Надновий заповіт» | Нагороди та номінації фільму «Надновий заповіт» | Нагороди та номінації фільму «Надновий заповіт»           | Нагороди та номінації фільму «Надновий заповіт» | Нагороди та номінації фільму «Надновий заповіт» | Нагороди та номінації фільму «Надновий заповіт» |
| Рік                                             | Нагорода                                        | Категорія                                                 | Номінант                                        | Результат                                       |                                                 |
| ----------------------------------------------- | ----------------------------------------------- | --------------------------------------------------------- | ----------------------------------------------- | ----------------------------------------------- | ----------------------------------------------- |
| 2015                                            | Каннський кінофестиваль                         | Приз C.I.C.A.E.                                           | «Надновий заповіт»                              | Номінація                                       |                                                 |
| 2015                                            | Каннський кінофестиваль                         | Приз Лейблу європейського кіно                            | «Надновий заповіт»                              | Номінація                                       |                                                 |
| 2015                                            | Каннський кінофестиваль                         | Приз товариства драматичних авторів і композиторів (SACD) | «Надновий заповіт»                              | Номінація                                       |                                                 |
| 2015                                            | Кінофестиваль «Біографільм»                     | Приз європейської глядацької аудиторії                    | «Надновий заповіт»                              | Перемога                                        |                                                 |
| 2015                                            | Кінофестиваль «Біографільм»                     | «Партизан» за найкращий фільм                             | «Надновий заповіт»                              | Перемога                                        |                                                 |
| 2015                                            | Норвезький міжнародний кінофестиваль            | Приз глядацької аудиторії                                 | «Надновий заповіт»                              | Перемога                                        |                                                 |
| 2015                                            | Норвезький міжнародний кінофестиваль            | Найприємніший фільм                                       | «Надновий заповіт»                              | Перемога                                        |                                                 |
| 2016                                            | Премія «Магрітт»                                | Найкращий фільм                                           | «Надновий заповіт»                              | Перемога                                        |                                                 |
| 2016                                            | Премія «Магрітт»                                | Найкращий режисер                                         | Жако ван Дормель                                | Перемога                                        |                                                 |
| 2016                                            | Премія «Магрітт»                                | Найкращий актор другого плану                             | Давид Муржіа                                    | Номінація                                       |                                                 |
| 2016                                            | Премія «Магрітт»                                | Найкраща акторка другого плану                            | Йоланда Моро                                    | Номінація                                       |                                                 |
| 2016                                            | Премія «Магрітт»                                | Найперспективніший актор                                  | Ромен Желен                                     | Номінація                                       |                                                 |
| 2016                                            | Премія «Магрітт»                                | Найперспективніша акторка                                 | Пілі Груан                                      | Номінація                                       |                                                 |
| 2016                                            | Премія «Магрітт»                                | Найкращий сценарій                                        | Томас Ганзіг, Жако Ван Дормель                  | Перемога                                        |                                                 |
| 2016                                            | Премія «Магрітт»                                | Найкращий оператор                                        | Крістоф Бокарн                                  | Номінація                                       |                                                 |
| 2016                                            | Премія «Магрітт»                                | Найкраща оригінальна музика                               | Ан П'єрлє                                       | Перемога                                        |                                                 |
| 2016                                            | Премія «Магрітт»                                | Найкращий звук                                            | Франсуа Дюмон, Мішель Шилінгс, Домінік Варньє   | Номінація                                       |                                                 |
| 2016                                            | Премія Сезар                                    | Найкращий фільм іноземною мовою                           | «Надновий заповіт»                              | Номінація                                       |                                                 |

## Місця зйомок
- Брюссель, Бельгія
- Йокюльсарлон, Ісландія
- Тервурен, Бельгія
- Бланкенберж, Бельгія